# إيجل بنك أرينا
إيجل بنك أرينا (بالإنجليزية: EagleBank Arena) (في الأصل مركز باتريوت) عبارة عن ساحة بها 10،000 مقعد في شرق الولايات المتحدة، في حرم جامعة جورج ماسون في فيرفاكس، فرجينيا، إحدى ضواحي جنوب غرب واشنطن العاصمة.